# Bouzincourt
Cet article possède un paronyme, voir Bouzancourt.
Bouzincourt est une commune française située dans le département de la Somme en région Hauts-de-France.

## Géographie
La commune se trouve au nord-ouest d'Albert (Somme), sur l'ancien  tracé de la route nationale 338 (actuelle RD 938) et sur le plateau surplombant la vallée de l'Ancre (rivière).

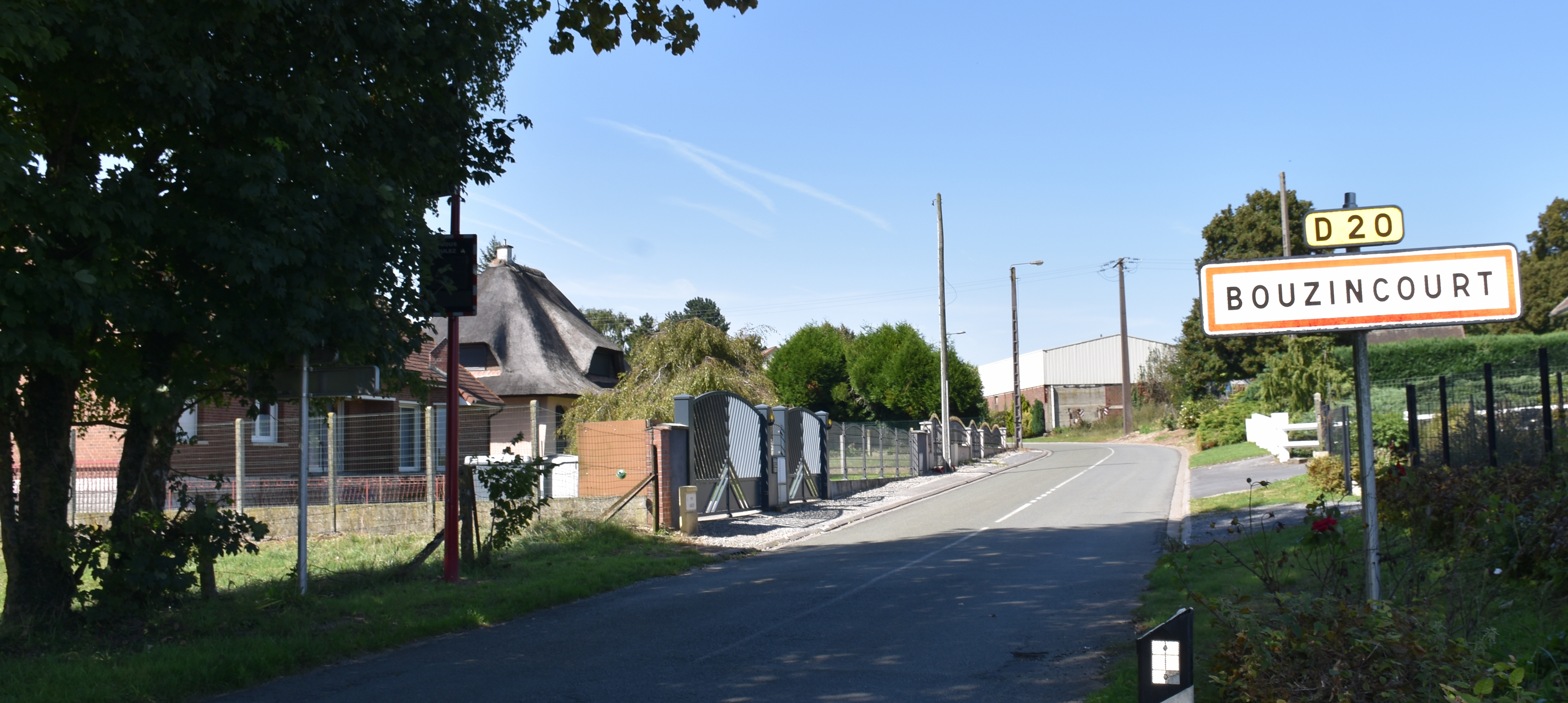
Une entrée de la commune.

### Localisation

Position de la commune de Bouzincourt sur une carte vierge de la Somme.

#### Communes limitrophes
|               | Englebelmer | Mesnil-Martinsart |
| Senlis-le-Sec | Bouzincourt |                   |
| Millencourt   |             | Albert            |

Bien que la départementale D 20 relie directement Bouzincourt et Aveluy, les territoires de ces deux communes ne se touchent pas : ils sont séparés par ceux de Mesnil-Martinsart et d'Albert qui se rejoignent de part et d'autre de la D 20.

### Nature du sol et du sous-sol
Le sol de la commune est argileux et calcaire. Au sud, sur les coteaux, la craie est recouverte de limon composé de sable et d'argile.

### Relief, paysage, végétation
Bouzincourt est située sur une hauteur dominant à 110 m de haut.

### Hydrographie
La commune est située dans le bassin Artois-Picardie. Elle n'est drainée par aucun cours d'eau.

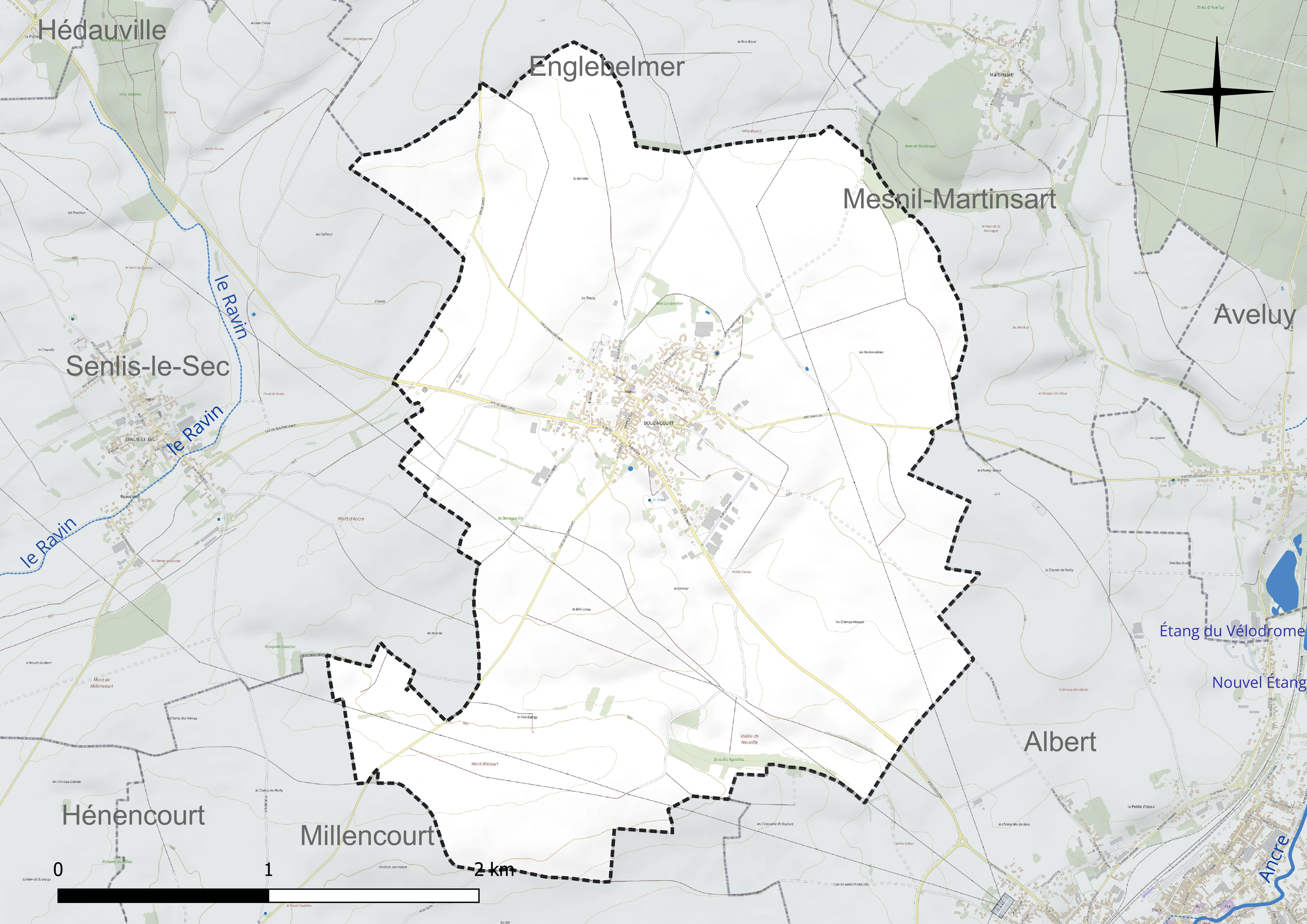
Réseau hydrographique de Bouzincourt.

### Climat
Pour des articles plus généraux, voir Climat des Hauts-de-France et Climat de la Somme.
En 2010, le climat de la commune est de type climat océanique dégradé des plaines du Centre et du Nord, selon une étude du CNRS s'appuyant sur une série de données couvrant la période 1971-2000. En 2020, Météo-France publie une typologie des climats de la France métropolitaine dans laquelle la commune est exposée à un climat océanique et est dans la région climatique Nord-est du bassin Parisien, caractérisée par un ensoleillement médiocre, une pluviométrie moyenne régulièrement répartie au cours de l'année et un hiver froid (3 °C).
Pour la période 1971-2000, la température annuelle moyenne est de 10,2 °C, avec une amplitude thermique annuelle de 14,7 °C. Le cumul annuel moyen de précipitations est de 803 mm, avec 12,4 jours de précipitations en janvier et 9,1 jours en juillet. Pour la période 1991-2020, la température moyenne annuelle observée sur la station météorologique la plus proche, située sur la commune de Méaulte à 6 km à vol d'oiseau, est de 10,7 °C et le cumul annuel moyen de précipitations est de 730,3 mm,. Pour l'avenir, les paramètres climatiques de la commune estimés pour 2050 selon différents scénarios d'émission de gaz à effet de serre sont consultables sur un site dédié publié par Météo-France en novembre 2022.

### Habitat
En 2007, il y a 219 habitations à Bouzincourt, dont 204 sont des résidences principales, 2 résidences secondaires, et 14 maisons vides. Parmi les résidences principales, 167 sont habitées par leurs propriétaires et 32 en location.

## Urbanisme

### Typologie
Au 1er janvier 2024, Bouzincourt est catégorisée commune rurale à habitat dispersé, selon la nouvelle grille communale de densité à sept niveaux définie par l'Insee en 2022.
Elle est située hors unité urbaine. Par ailleurs la commune fait partie de l'aire d'attraction d'Amiens, dont elle est une commune de la couronne,. Cette aire, qui regroupe 369 communes, est catégorisée dans les aires de 200 000 à moins de 700 000 habitants,.

### Occupation des sols
L'occupation des sols de la commune, telle qu'elle ressort de la base de données européenne d'occupation biophysique des sols Corine Land Cover (CLC), est marquée par l'importance des territoires agricoles (93,3 % en 2018), en diminution par rapport à 1990 (95,3 %). La répartition détaillée en 2018 est la suivante : 
terres arables (93,3 %), zones urbanisées (6,7 %), forêts (0,1 %). L'évolution de l'occupation des sols de la commune et de ses infrastructures peut être observée sur les différentes représentations cartographiques du territoire : la carte de Cassini (XVIIIe siècle), la carte d'état-major (1820-1866) et les cartes ou photos aériennes de l'IGN pour la période actuelle (1950 à aujourd'hui).

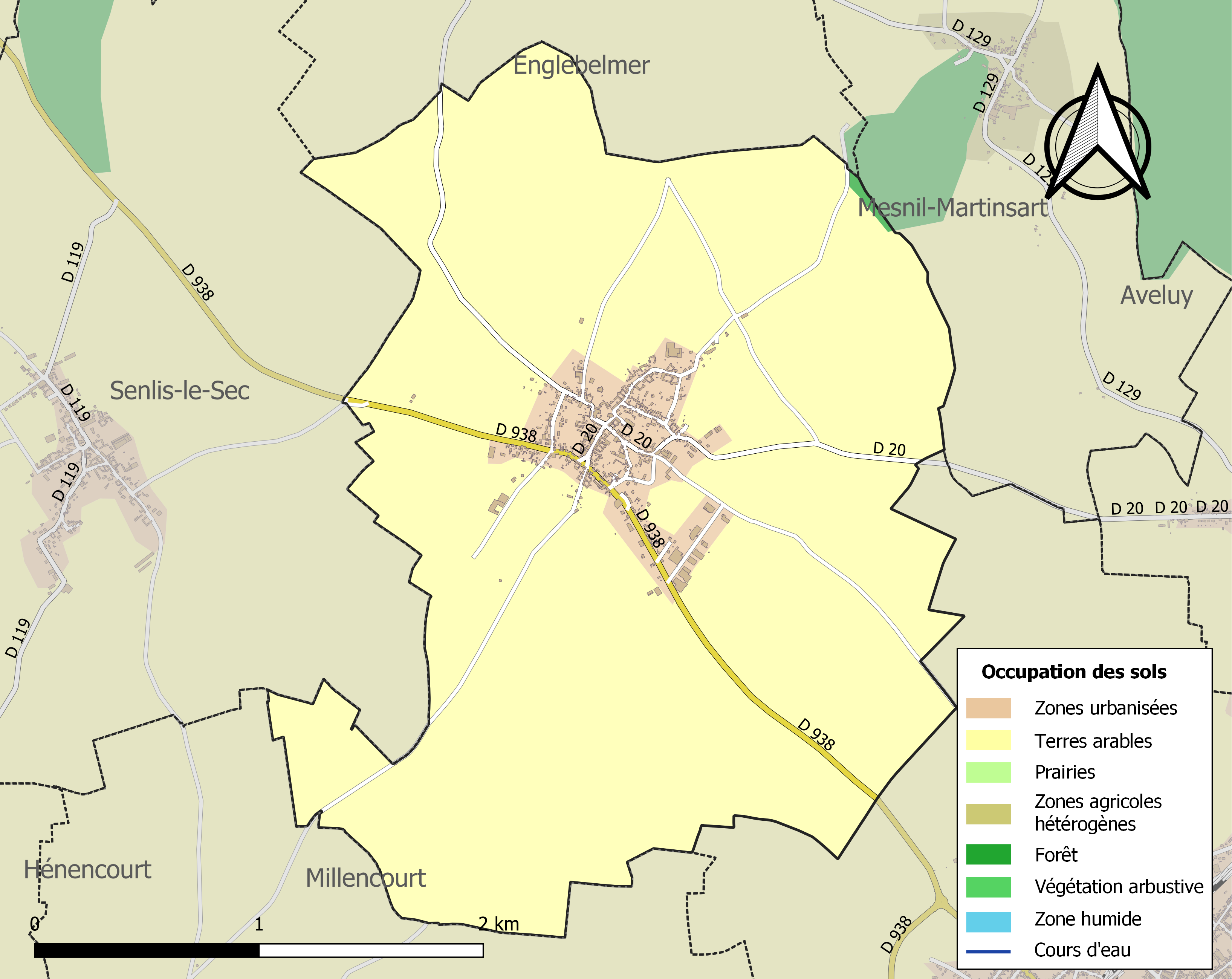
Carte des infrastructures et de l'occupation des sols de la commune en 2018 (CLC).

### Habitat
La commune dispose d'un habitat groupé en une seule agglomération détruite pendant la Grande Guerre et reconstruite pendant l'entre-deux-guerres.

### Voies de communication et transports
Bouzincourt est située sur la route de Doullens à Péronne.

## Toponymie
Bouzincourt est une formation médiévale en -court (issu du bas latin cortem) et signifiant « domaine rural ». Cet appellatif toponymique est la plupart du temps précédé d'un nom de personne germanique, le propriétaire, ce qui semble se confirmer ici.
Albert Dauzat y voit le nom de personne germanique Boso, fréquemment attesté dans le nord de la France et également contenu dans Bossancourt (Bosonis curtis 854), Bouzancourt et Bézancourt (Bosencort, Buesencort fin XIIe siècle), mais pour Ernest Nègre, ce nom de lieu est analogue à Bouzencourt, hameau de la Somme, (Bosincourt 1153) qui contient plutôt l'anthroponyme Businus, hypocoristique du précédent.
Malheureusement, l'un et l'autre ne mentionnent pas d'attestations anciennes et les formes citées par un érudit du XIXe siècle, l'abbé Paul Decagny sont hélas trop récentes et peu caractérisées, et elles vont à la fois dans le sens de l'explication d'A. Dauzat et dans celle d'E. Nègre : Bozencourt en 1300 et Boisincourt en 1347.
L'anthroponyme Boso est ici au cas régime, comme la plupart du temps dans les noms en -court, contrairement à une partie des noms en -ville, plus tardifs. Cet ancien prénom se perpétue sous la forme des patronymes Bozon, Boson et Bouzon.

## Histoire

### Moyen Âge
La première mention de Bouzincourt date de 1178. Lambert, seigneur de Bouzincourt fut cosignataire de la charte communale d'Encre.
En 1300, selon le Père Daire, Bouzincourt possédait un mayeur du nom de Raoul.
En 1362, Jean, chevalier, sire de Bouzincourt, était châtelain de la forteresse d'Encre.
En 1415, le seigneur de Bouzincourt mourut à la bataille d'Azincourt.

### Époque moderne
Au XVIe siècle, la seigneurie de Bouzincourt passa à la Maison d'Humières.

### Époque contemporaine
En 1870, après la bataille de l'Hallue, Bouzincourt fut occupée brièvement par les Prussiens.
La fin du XIXe siècle fut, pour la commune, marqué par l'exode des jeunes gens qui partirent à la ville chercher un travail dans l'industrie.
La commune fut le lieu de combats durant la bataille de la Somme et en particulier en 1916.
Pendant la Seconde Guerre mondiale, des habitants de la commune participèrent à la Résistance. Une famille du village hébergea deux enfants juifs, les soustrayant aux rafles, à la déportation et à l'extermination. Les noms des membres de cette famille sont inscrits sur le « mur des Justes » du Mémorial de la Shoah, à Paris.

## Politique et administration

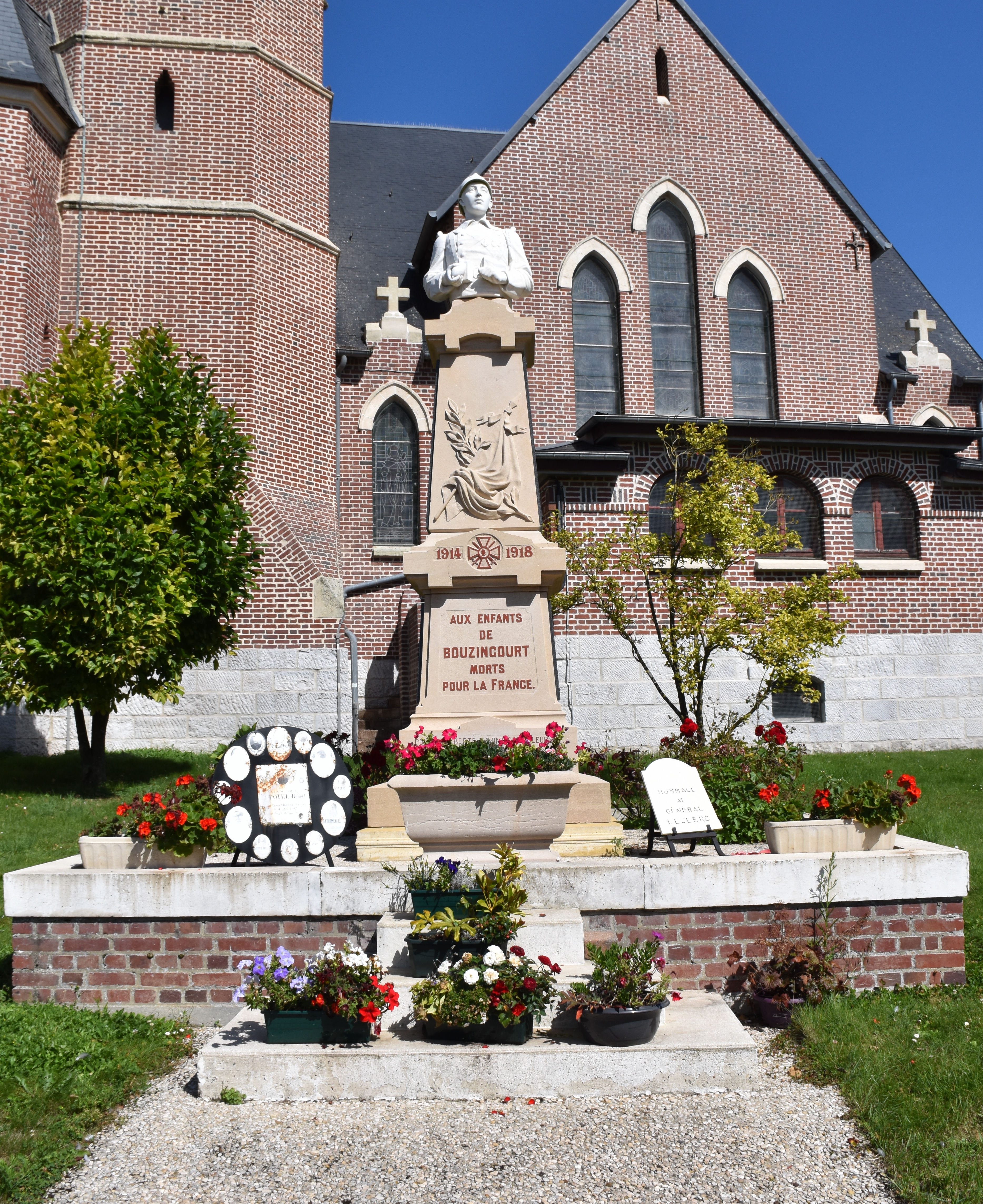
Le monument aux morts.

## Population et société

### Démographie
Les habitants s'appellent des Bouzincourtois(es)
L'évolution du nombre d'habitants est connue à travers les recensements de la population effectués dans la commune depuis 1793. Pour les communes de moins de 10 000 habitants, une enquête de recensement portant sur toute la population est réalisée tous les cinq ans, les populations de référence des années intermédiaires étant quant à elles estimées par interpolation ou extrapolation. Pour la commune, le premier recensement exhaustif entrant dans le cadre du nouveau dispositif a été réalisé en 2004.

En 2022, la commune comptait 536 habitants, en évolution de −3,42 % par rapport à 2016 (Somme : −1,26 %, France hors Mayotte : +2,11 %).
| 1793 | 1800 | 1806 | 1821 | 1831 | 1836 | 1841 | 1846 | 1851 |
| ---- | ---- | ---- | ---- | ---- | ---- | ---- | ---- | ---- |
| 593  | 622  | 734  | 809  | 820  | 817  | 808  | 818  | 800  |

| 1856 | 1861 | 1866 | 1872 | 1876 | 1881 | 1886 | 1891 | 1896 |
| ---- | ---- | ---- | ---- | ---- | ---- | ---- | ---- | ---- |
| 774  | 743  | 715  | 683  | 613  | 610  | 551  | 535  | 516  |

| 1901 | 1906 | 1911 | 1921 | 1926 | 1931 | 1936 | 1946 | 1954 |
| ---- | ---- | ---- | ---- | ---- | ---- | ---- | ---- | ---- |
| 522  | 504  | 478  | 362  | 407  | 413  | 421  | 479  | 498  |

| 1962 | 1968 | 1975 | 1982 | 1990 | 1999 | 2004 | 2006 | 2009 |
| ---- | ---- | ---- | ---- | ---- | ---- | ---- | ---- | ---- |
| 543  | 564  | 537  | 580  | 535  | 511  | 505  | 499  | 534  |

| 2014 | 2019 | 2022 | - | - | - | - | - | - |
| ---- | ---- | ---- | - | - | - | - | - | - |
| 552  | 541  | 536  | - | - | - | - | - | - |

### Enseignement
Le regroupement pédagogique intercommunal des Cinq-Tilleuls scolarise les enfants du village. Cinq communes sont regroupées au sein de cette entité de six classes qui dispose d'une cantine scolaire et où on attend 120 élèves à la rentrée 2018.

### Associations locales
L'association de sauvegarde du patrimoine de Bouzincourt organise la visite des muches pour environ 500 personnes annuellement.

## Économie

### Activités économiques et de services
L'agriculture, l'industrie, l'artisanat et le commerce sont les activités dominantes de la commune.
Sur 536 habitants en 2009, 324 sont en âge de travailler, 247 sont actifs et 77 sont retraités, 37 étudiants ou inactifs (20).
Dix-neuf entreprises sont installées sur la commune, et 16 fermes occupant un total de 962 hectares. Les entreprises sont :
- 4 fabriques d'équipement électrique ;
- 7 fabriques d'autres équipements industriels (en particulier des vérins pneumatiques et associés) ;
- un coiffeur ;
- un restaurant ;
- un hébergement ;
- un charpentier ;
- un réparateur automobile ou agricole ;
- une société de financements ;
- une entreprise de construction ;
- une entreprise dont l'activité n'est pas précisée.

## Culture locale et patrimoine

### Lieux et monuments

#### Église Saint-Honoré

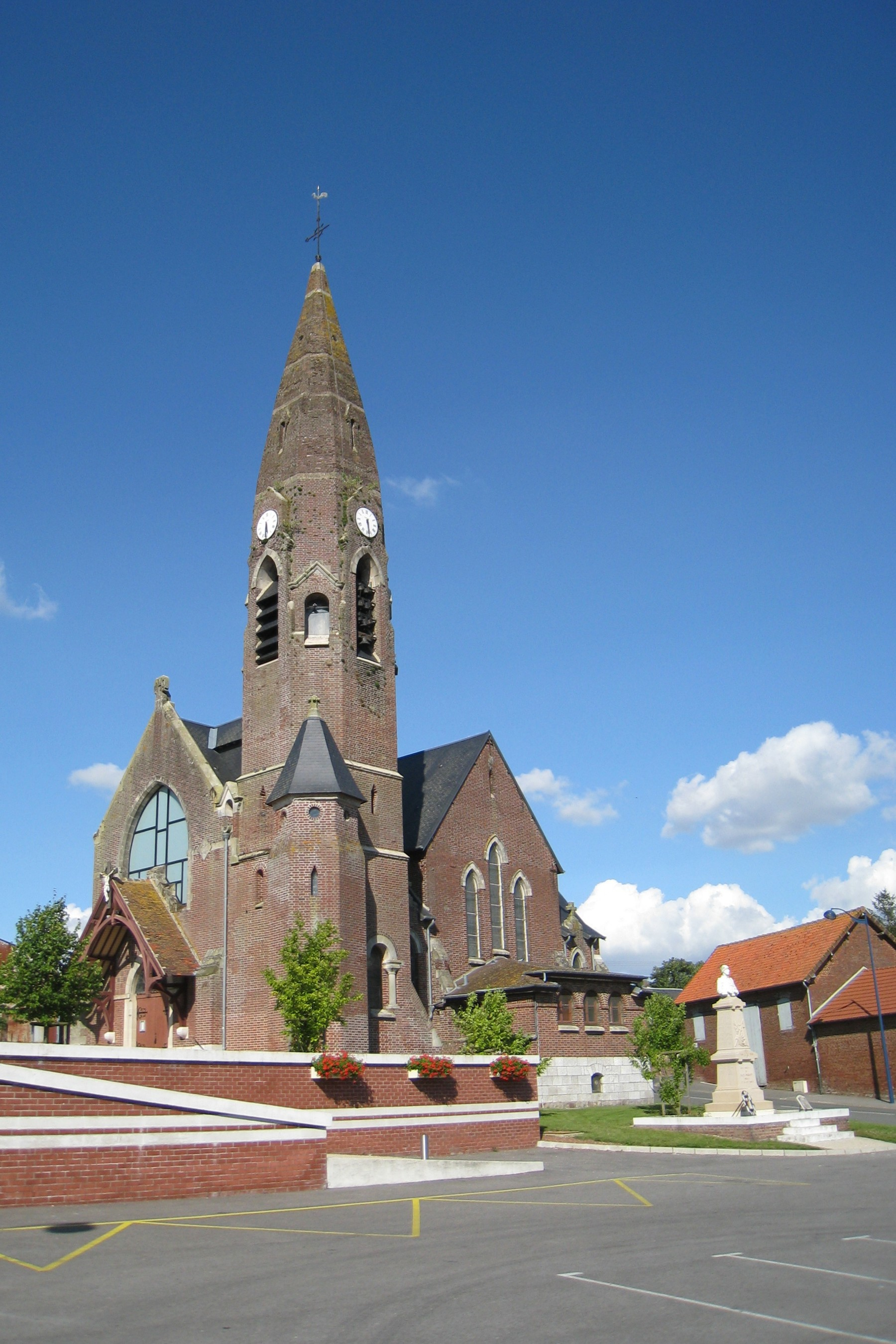
L'église.

Détruite totalement pendant la Première Guerre mondiale, l'église Saint-Honoré de Bouzincourt fut reconstruite en 1920 en forme d'obus.
Son sommet culmine à 36 m.

#### Muches
Les muches, du picard se mucher, se cacher, sont des tunnels souterrains dans lesquels les populations se réfugiaient en cas de guerre. Celles du village, creusées vers 1550, comptent plus de 1000 inscriptions de soldats canadiens, gravées lors de la Première Guerre mondiale (2 100 au total) ; la plus vieille date du XVIIIe siècle (1711). En août 2018, trois ingénieurs de l'Institut national des sciences appliquées (INSA) modélisent en trois dimensions les inscriptions laissées sur les parois par les soldats de la Première Guerre mondiale. Il devrait ensuite être possible de visiter devant un écran cet aspect des galeries creusées à partir du XVIe siècle.
L'entrée se fait dans l'église, des visites sont organisées pendant les journées du patrimoine.

#### Chapelle Notre-Dame-de-la-Paix
Construite en 1938, avec deux fenêtres ornées de vitraux.

#### Cimetière militaire britannique

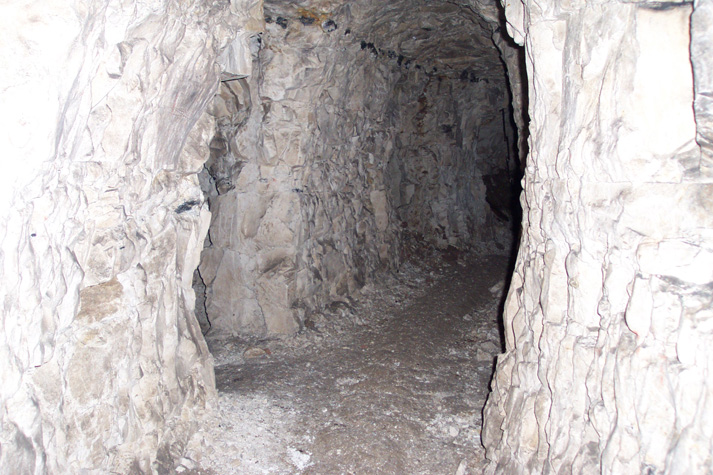
Les muches de Bouzincourt, allée principale.
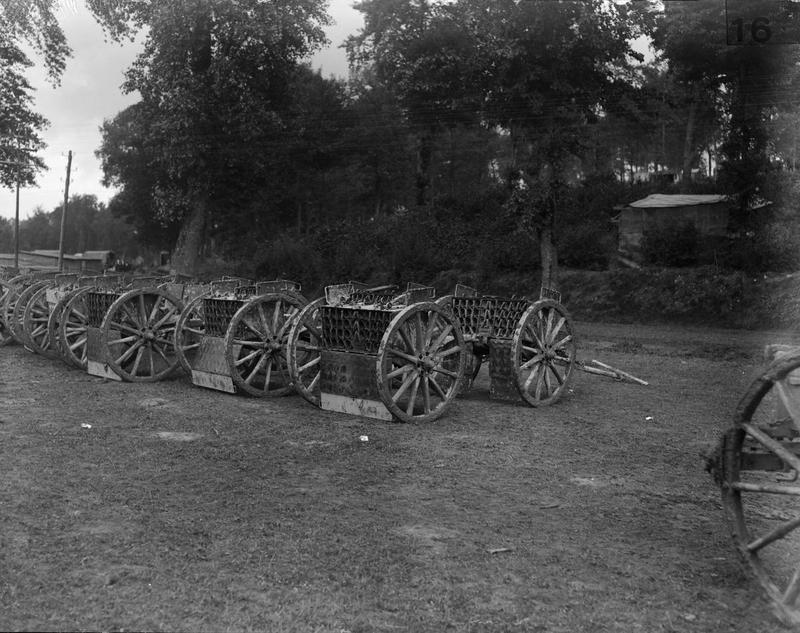
Approvisionnement des canons de 75, entre Hédauville et Bouzincourt, 1er juillet 1916.

### Bouzincourt dans les arts
Citons le sketch d'Anne Roumanoff : « Une année à Bouzincourt ».

## Pour approfondir